# Iso-Kaihlanen
Iso-Kaihlanen eller Kaihlanen är en sjö i Finland. Den ligger i kommunen Laukas i landskapet Mellersta Finland, i den centrala delen av landet, 250 km norr om huvudstaden Helsingfors. Iso-Kaihlanen ligger 92,2 meter över havet. I omgivningarna runt Iso-Kaihlanen växer i huvudsak blandskog. Den är 6,2 meter djup. Arean är 1,17 kvadratkilometer och strandlinjen är 5,37 kilometer lång. Sjön  ingår i Kymmene älvs huvudavrinningsområde. 